# بامبی بیچ (فلوریدا)
بامبی بیچ (به انگلیسی: Bombay Beach) یک منطقهٔ مسکونی در ایالات متحده آمریکا است که در شهرستان ایمپریال، کالیفرنیا واقع شده‌است. بامبی بیچ ۲٫۴۴ کیلومتر مربع مساحت و ۲۹۵ نفر جمعیت دارد و −۶۸ متر بالاتر از سطح دریا قرار دارد.